# Arzachel (månkrater)
Arzachel är en nedslagskrater som ligger på höglandet på månens framsida, när nulmeridianen (centrum for Månens forside).
Kratern är uppkallad efter den arabiske matematikern och astronomen al-Zarqali (1028-1087). Kratern fick sitt namn officiellt tilldelat av den Internationella astronomiska unionen (IAU) år 1935.  

## Omgivning
Kratern ligger söder om kratern Alphonsus. Tillsammans med kratern Ptolemaeus längre norröver bildar dessa tre en iögonfallande linje av kratrar längs med den östra delen av Mare Nubium. Den mindre kratern Alpetragius ligger nordväst om Arzachel och kratern Thebit i sydvästlig riktning, längs kanten av månhavet. Ett rillesystem vid namn Rimae Arzachel sträcker sig från den nordliga väggen till den sydöstliga kraterranden.

## Satellitkratrar
De kratrar, som kallas satelliter, är små kratrar som ligger i eller nära huvudkratern. Deras bildning är vanligtvis oberoende av detta, men de ges samma namn som huvudkratern med tillägget av en stor bokstav. På månkartor är dessa objekt genom konvention identifierade genom att placera ut bokstaven på den sida av kraterns mittpunkt som är närmast huvudkratern. 
Arzachel har följande satellitkratrar, som alla blev namngivna år 2006:
| Arzachel | Latitud | Longitud | Diameter |
| -------- | ------- | -------- | -------- |
| A        | 18,0° S | 1,5° V   | 10 km    |
| B        | 17,0° S | 2,9° V   | 8 km     |
| C        | 17,4° S | 3,7° V   | 6 km     |
| D        | 20,2° S | 2,1° V   | 8 km     |
| H        | 18,7° S | 2,0° V   | 5 km     |
| K        | 18,3° S | 1,6° V   | 4 km     |
| L        | 20,0° S | 0,1° Ø   | 8 km     |
| M        | 20,6° S | 0,9° V   | 3 km     |
| N        | 20,4° S | 2,2° V   | 3 km     |
| T        | 17,7° S | 1,3° V   | 3 km     |
| Y        | 18,2° S | 4,3° V   | 4 km     |

### Fotnoter
1. 1 2  NASA. ”Moon nomenclature - Crater” (på engelska). på http://lunar.arc.nasa.gov/ The Lunar Prospector Website, NASA Ames Research Center. Arkiverad från originalet den 5 juli 2009. https://web.archive.org/web/20090705213229/http://lunar.arc.nasa.gov/printerready/science/geography_items/carters/craters_a.html. Läst 2 november 2011.
2. 1 2 3 4  USGS och IAU (2009). ”Arzachel” (på engelska). från http://planetarynames.wr.usgs.gov/ Astrogeology Research Program, U.S. Geological survey. http://planetarynames.wr.usgs.gov/Feature/412. Läst 2 november 2011.
3. 1 2  Lista över officiella namn på månkratrar från en tysk astronomihemsida : ”Krater mit individuellem Namen” (på tyska). från http://www.astrolink.de/. http://www.astrolink.de/p012/p01204/p01204090000a.htm. Läst 2 november 2011.
4. ↑  I allmänhet tilldelade IAU de officiella namnen till kratrarna på månens framsida år 1935, till kratrarna på månens baksida år 1970, och slutligen har vissa mindre kratrar (som tidigare ansågs vara satellitkratrar) fått nya namn från 1973 och framåt. Se :
  - (engelska) USA:s geologiska undersökning: ”Gazetteer of Planetary Nomenclature - History of Planetary Nomenclature”. från http://planetarynames.wr.usgs.gov/ Astrogeology Research Program, U.S. Geological Survey. http://planetarynames.wr.usgs.gov/history.html.
  - (franska) Mario Tessier (1998). ”La cartographie lunaire: des origines au XXeme siècle (Månens kartografi: Från begynnelsen till det 20:e århundradet)”. från http://pages.infinit.net/noxoculi/ Nox Oculis. Arkiverad från originalet den 5 december 2008. https://web.archive.org/web/20081205073741/http://pages.infinit.net/noxoculi/lune3.html. Läst 2 november 2011.
5. ↑  ”Digital Lunar Orbiter Photographic Atlas of the Moon - Photo Number IV-108-H2”. LPI-månatlas. http://www.lpi.usra.edu/resources/lunar_orbiter/bin/info.shtml?285. Läst 2 november 2011.
6. ↑  ”Digital Lunar Orbiter Photographic Atlas of the Moon - Photo Number IV-108-M”. LPI-månatlas. http://www.lpi.usra.edu/resources/lunar_orbiter/bin/info.shtml?287. Läst 2 november 2011.
7. ↑  Fullständig nomenklatur för månkratrarna : Jonathan McDowell (13 maj 2004). ”Lunar Craters” (på engelska). från http://host.planet4589.org/astro/lunar/ Lunar Nomenclature. Arkiverad från originalet den 23 februari 2011. http://archive.wikiwix.com/cache/20110223201438/http://host.planet4589.org/astro/lunar/Craters. Läst 2 november 2011.
8. ↑  
Bussey, B., Spudis, P., (2004) (på engelska). The Clementine Atlas of the Moon. Cambridge University Press. ISBN 0-521-81528-2
9. ↑  U.S. Geological Survey. ”Coded Topography and Shaded Relief Maps of the Moon” (på engelska). från http://planetarynames.wr.usgs.gov/ Astrogeology Research Program. http://planetarynames.wr.usgs.gov/dAtlas.html.
10. ↑  Klicka på de olika satellitkratrar på sidan: USGS och IAU (2009). ”Arzachel” (på engelska). från http://planetarynames.wr.usgs.gov/ Astrogeology Research Program, U.S. Geological survey. http://planetarynames.wr.usgs.gov/Feature/412. Läst 2 november 2011.